# Chrysolina bicolor
Chrysolina bicolor es un coleóptero de la familia Chrysomelidae.
Fue descrita científicamente en 1775 por Fabricius.